# Maizières (Haute-Saône)
Maizières ist eine Gemeinde im französischen Département Haute-Saône in der Region Bourgogne-Franche-Comté.

## Geographie
Maizières liegt auf einer Höhe von 250 m über dem Meeresspiegel, 17 Kilometer südwestlich von Vesoul und etwa 30 Kilometer nördlich der Stadt Besançon (Luftlinie). Das Dorf erstreckt sich im Süden des Départements, im Tal der Romaine, im Hügelland, das sich zwischen dem Saônebecken und dem Flusstal des Ognon erstreckt.
Die Fläche des 11,68 km² großen Gemeindegebiets umfasst einen Abschnitt der hügeligen Landschaft südöstlich des Saônebeckens. Von Südosten nach Nordwesten wird das Gebiet vom Tal der Romaine durchquert, die unterhalb des Dorfes in das Saônebecken hinaustritt. Das Tal ist in die umgebende Hügellandschaft eingesenkt, die in geologischer Hinsicht aus kalkigen und sandig-mergeligen Schichten der mittleren und oberen Jurazeit besteht. Die Anhöhen sind teils waldbedeckt, teils mit Wiesland bestanden. Nach Westen reicht der Gemeindeboden auf die Höhen des Mont Perron (309 m) und des Grand Mont (340 m). Im Osten befinden sich die überwiegend bewaldeten Höhen von Mailley mit dem Bois du Greuteret und dem Bois de la Côte. Hier wird mit 437 m die höchste Erhebung von Maizières erreicht.
Nachbargemeinden von Maizières sind Grandvelle-et-le-Perrenot und Mailley-et-Chazelot im Norden, Fondremand und Recologne-lès-Rioz im Süden sowie Fretigney-et-Velloreille und Bourguignon-lès-la-Charité im Westen.

## Geschichte
Überreste aus gallorömischer Zeit weisen auf eine frühe Besiedlung des Gemeindegebietes hin. Erstmals urkundlich erwähnt wird Maizières im Jahr 1250. Im Mittelalter gehörte das Dorf zur Freigrafschaft Burgund und darin zum Gebiet des Bailliage d’Amont. Zusammen mit der Franche-Comté gelangte Maizières mit dem Frieden von Nimwegen 1678 definitiv an Frankreich.

## Sehenswürdigkeiten
Die Kirche Saint-Georges stammt ursprünglich aus dem 13. Jahrhundert. Von dieser Zeit zeugt die romanische Vorhalle. Die übrigen Teile wurden im 18. Jahrhundert neu erbaut. Zur bemerkenswerten Ausstattung gehören das Mobiliar und ein reich skulptierter Holzaltar aus dem 18. Jahrhundert sowie zahlreiche Grabplatten. Im Friedhof steht ein mittelalterliches Steinkreuz.
Vom ehemaligen Schloss ist die Tour d'Allenjoye, ein quadratischer Bergfried, erhalten. Ein Herrschaftssitz aus dem 18. Jahrhundert wurde im 19. Jahrhundert restauriert.
Im Dorfzentrum befindet sich ein Lavoir (19. Jahrhundert), dessen Dach von Säulen getragen wird.

## Bevölkerung
| Jahr                       | 1962 | 1968 | 1975 | 1982 | 1990 | 1999 |
| Einwohner                  | 207  | 188  | 209  | 247  | 257  | 291  |
| Quellen: Cassini und INSEE |      |      |      |      |      |      |

Mit 294 Einwohnern (2006) gehört Maizières zu den kleinen Gemeinden des Département Haute-Saône. Nachdem die Einwohnerzahl in der ersten Hälfte des 20. Jahrhunderts deutlich abgenommen hatte (1896 wurden noch 345 Personen gezählt), wurde seit Beginn der 1970er Jahre wieder ein kontinuierliches Bevölkerungswachstum verzeichnet.

## Wirtschaft und Infrastruktur
Maizières war bis weit ins 20. Jahrhundert hinein ein vorwiegend durch die Landwirtschaft (Ackerbau, Obstbau und Viehzucht) und die Forstwirtschaft geprägtes Dorf. Heute gibt es einige Betriebe des lokalen Kleingewerbes. In den letzten Jahrzehnten hat sich das Dorf zu einer Wohngemeinde gewandelt. Viele Erwerbstätige sind deshalb Wegpendler, die in den größeren Ortschaften der Umgebung ihrer Arbeit nachgehen. Maizières ist Standort eines medizinisch-pädagogischen Instituts.
Die Ortschaft liegt abseits der größeren Durchgangsachsen an einer Departementsstraße, die von Grandvelle nach Rioz führt. Eine weitere Straßenverbindung besteht mit Recologne-lès-Rioz.